# Cottbus-Potsdamer Operation
Die Cottbus-Potsdamer Operation (russisch Котбус-Потсдамская операция) vom 16. bis 28. April 1945 war im Zweiten Weltkrieg ein Teil der Berliner Operation und erfolgte zeitgleich mit der Schlacht an der Oder. Der aus dem Neiße-Abschnitt angreifende rechte Flügel der 1. Ukrainischen Front brach im Verlauf dieser Offensive mit Schwerpunkt zwischen Cottbus und Spremberg über den Spree-Abschnitt nach Westen durch und schloss den Kessel von Spremberg. Die nächste Aufgabe für die Heeresgruppe des Marschalls Iwan Stepanowitsch Konew bestand dann im Vorstoß nach Berlin. Ursprünglich war die Offensive der 1. Ukrainischen Front nur dazu konzipiert, die feindliche Front zu durchbrechen und auf breiter Front nach Westen zur Elbe vorzustoßen. Jedoch entwickelte sich die Operation aufgrund der Ambitionen des Marschalls Konew in Konkurrenz zu den Truppen der 1. Weißrussischen Front zu einem Wettrennen nach Berlin, das sich in zwei unabhängige Operationen aufspaltete: die Cottbus–Potsdamer und Spremberg–Torgauer Operation. Wichtigstes operatives Ergebnis der Operation war die Spaltung der deutschen Heeresgruppe Weichsel und Mitte. Der südliche Flügel der 1. Ukrainischen Front konnte am 25. April mit den amerikanischen Truppen an der Elbe bei Torgau die Verbindung herstellen und der nördliche Flügel konnte bis 27. April Potsdam, Beelitz und Lehnin erreichen.

## Vorgeschichte
Die 1. Ukrainische Front unter Marschall Iwan Stepanowitsch Konew war an der Neiße zwischen Guben und Görlitz aufmarschiert. Konews Front bestand aus 8 Armeen (mit 48 Schützendivisionen) sowie 6 Panzer- und 4 mechanisierte Korps. Die Kampfstärke setzte sich aus 2055 Panzern und Selbstfahrgeschützen sowie 13.571 Geschützen (davon 5.225 Minenwerfer) zusammen. Am 3. April 1945 legte die Stawka mit der Direktive Nr. 11060 für die Truppen der 1. Ukrainischen Front folgende Richtlinie fest: Vorbereitung einer Offensive gegen die deutsche Gruppierung im Raum Cottbus und südlich von Berlin. Nach etwa 10 Tagen sollte die Linie Beelitz–Wittenberg entlang des Flusses Elbe erreicht werden.

### Aufmarsch
Die Hauptmasse der 1. Ukrainischen Front bereitete den Angriff gegen die deutsche 4. Panzerarmee in Richtung auf Cottbus und Spremberg vor.
Die entscheidende Rolle bei der Offensive wurde der 3. Gardepanzerarmee (General Pawel Rybalko) und der 4. Garde-Panzerarmee (General Dmitri Danilowitsch Leljuschenko) zugewiesen, daneben unterstützte die 5. Gardearmee und die 13. Armee den Hauptangriff. Die 3. Gardearmee hatte bei Forst die deutsche Verteidigung am jenseitigen Ufer der Neiße zu durchbrechen. Aus dem Raum südöstlich von Klein Bademeusel sollte der Durchbruch auf Cottbus erreicht werden, dann der Vormarsch über Zossen und Beelitz erfolgen. Generaloberst Gordow hat die Aufgabe seiner Truppen später dahin gehend abgeändert, dass er seine Offensive direkt auf Cottbus ausrichtete. In seiner Entscheidung wies er darauf hin, den Hauptschlag besser gegen Cottbus von Süden, danach in Richtung Vetschau und Lübben auf Luckenwalde auszuführen. Die 3. Gardearmee sollte im Zusammenwirken mit der 3. Garde-Panzerarmee die Linie Zossen–Beelitz erreichen, wo sich zwei Schützenkorps (120. und 76.) an der Schlacht um Berlin beteiligen sollten, während das 21. Garde-Schützenkorps nach Südwesten vorgehen sollte. Strategisches Ziel der sowjetischen Offensive war der Durchbruch zur Elbe, wo nach der Verbindung mit den amerikanischen Truppen die deutsche Heeresgruppe Weichsel und Mitte voneinander gespalten werden sollten. Der linke südliche Flügel von Konews Front, die 52. Armee und die polnische 2. Armee operierten in der Lausitzer Operation in Richtung auf Bautzen, Lauban, Leobschütz, die 60. und 59. Armee blieb im Raum Ratibor defensiv.
Am 14. April erließ Marschall Konew einen neuen Befehl, der die Reihenfolge des Truppeneinsatzes änderte. Um den Vormarsch voranzutreiben, sollte das 6. Garde-Panzerkorps (General Mitrofanow) an der Linie Forst–Cottbus voraus eingesetzt bleiben. Die Masse der 3. Garde-Panzerarmee sollte die Neiße erst hinter den beiden Gardearmeen in zweiter Staffel überqueren, die Infanterie, dann aber überholen und bis zum Ende des ersten Angriffstages Brückenköpfe an der Spree bilden. Am zweiten Tag der Offensive sollten die Vorausabteilungen des 6. und 7. Garde-Panzerkorps Duben und Luckau erreicht haben.

### Rechter Flügel der 1. Ukrainischen Front

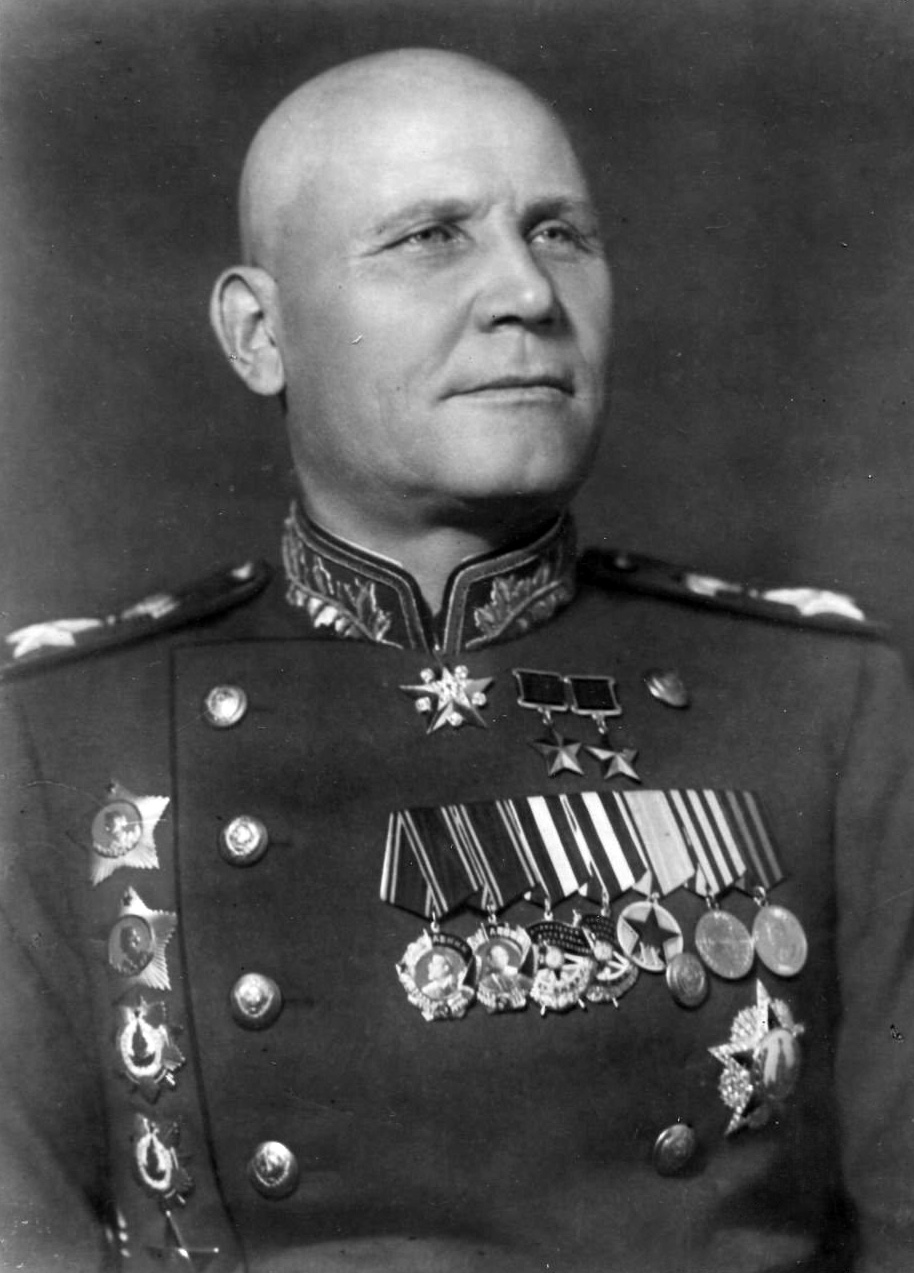
Marschall Iwan Konew, Oberbefehlshaber der 1. Ukrainischen Front

3. Gardearmee (Generaloberst Wassili Nikolajewitsch Gordow)
21. Schützenkorps, Generalmajor Alexei Alexandrowitsch Jamanow
- 58. Schützen-Division, Generalmajor Wassili Akimowitsch Samsonow
- 197. Schützen-Division, Generalmajor Fjodor S. Danilow
- 253. Schützen-Division, Oberst Jefim Pawlowitsch Appin

120. Schützenkorps, Generalmajor Semjon Iwanowitsch Donskow
- 106. Schützen-Division, Generalmajor Jemeljan I. Wassilenko
- 127. Schützen-Division, Generalmajor Semen Iwanowitsch Mladenschew, ab 24. April Oberst Nikolai V. Krasowski
- 329. Schützen-Division, Oberst Fjodor Fjodorowitsch Awatschew
- 389. Schützen-Division, Generalmajor Leonid A. Kolobow

76. Schützenkorps, Generalleutnant Michail Iwanowitsch Gluchow
- 149. Schützen-Division, Oberst Michail Iwanowitsch Goljtzow
- 287. Schützen-Division, Generalmajor Iwan Nikolajewitsch Rjuschkow

25. Panzerkorps, Generalmajor Jewgeni Iwanowitsch Fominych
- 111. Panzerbrigade
- 162. Panzerbrigade, Oberst Iwan Petrowitsch Mischtschenko
- 175. Panzerbrigade, Oberstleutnant Nikolai I. Batalow
- 20. motorisierte Schützen-Brigade
- 87. unabhängig Garde Panzer-Regiment

3. Garde-Panzerarmee (Generaloberst Pawel Rybalko)
6. Garde-Panzerkorps, Generalmajor Wassili Andrejewitsch Mitrofanow
- 51. Garde-Panzerbrigade, Oberst Iwan Jakowlewitsch Jakunin
- 52. Garde-Panzerbrigade, Oberst Ludwik I. Kurist
- 53. Garde-Panzerbrigade, Generalmajor Wassili Sergejewitsch Archipow
- 22. Garde-mechanische Schützen-Brigade, Oberst Hamza Salimowitsch Bogdanow

7. Garde-Panzerkorps, Generalmajor Wassili Wassiljewitsch Nowikow
- 54. Garde-Panzerbrigade, Oberst Iwan Iljitsch Chugunkow
- 55. Garde-Panzerbrigade, Oberst David Abramowitsch Dragonow
- 56. Garde-Panzerbrigade, Oberst Sachari Karpowitsch Slusarenko
- 23. Garde-motorisierte Schützenbrigade, Major Nikolai Iwanowitsch Gorjushkin

9. mechanisiertes Korps, Generalleutnant Iwan Prokofjewitsch Suchow
- 69. mechanische Brigade, Oberst Iwan Semenowitsch Waganow
- 70. mechanische Brigade, Oberst Alexander Mjotelkow
- 71. mechanische Brigade, Oberst Iwan M. Schurawlew
- 91. Panzerbrigade, Generalmajor Viktor Iwanowitsch Tutuschkin

13. Armee (Generaloberst Nikolai Puchow)
24. Schützenkorps, Generalmajor Dmitri Platonowitsch Onuprienko
- 350. Schützen-Division, Generalmajor Grigori Iwanowitsch Wechin
- 395. Schützen-Division, Oberst Fjodor Alexsandrowitsch Afanasjew

27. Schützenkorps, Generalleutnant Filipp Michailowitsch Tscherokmanow
- 6. Garde-Schützen-Division, Oberst Georgi Wassiljewitsch Iwanow
- 117. Schützen-Division, Generalmajor Fedor I. Wolkowitsch
- 280. Schützen-Division, Oberst Jefim Antonowitsch Ljaschenko

102. Schützenkorps, Generalmajor Iwan Michailowitsch Puzikow
- 121. Garde-Schützen-Division, Generalmajor Logwin Danilowitsch Tscherwoni
- 147. Schützen-Division, Oberst Nikolai Iwanowitsch Jeremejew
- 172. Schützen-Division, Generalmajor Anatoli Andrejewitsch Krasnow
- 88. unabhängiges Panzer-Regiment

5. Gardearmee (Generaloberst Alexei Semjonowitsch Schadow)
32. Garde-Schützenkorps, Generalleutnant Alexander I. Rodimzew
- 13. Gardeschützen-Division, Oberst Wladimir Nikolajewitsch Komarow
- 95. Gardeschützen-Division, Generalmajor Andrei Iwanowitsch Olejnikow
- 97. Gardeschützen-Division, Oberst Antoni Prokofjewitsch Garan

33. Gardeschützenkorps, Generalleutnant Nikita Fedotowitsch Lebedenko
- 14. Gardeschützen-Division, Oberst Pawel Iwanowitsch Sikorski
- 78. Gardeschützen-Division, Generalmajor Sachari Trophimowitsch Trofimow
- 118. Schützen-Division, Generalmajor Michail Afanasjewitsch Suchanow

34. Garde-Schützenkorps, Generalmajor Gleb Wladimirowitsch Baklanow
- 15. Gardeschützen-Division, Generalmajor Pjotr M. Tschirkow
- 58. Gardeschützen-Division, Generalmajor Wladimir Rusakow

4. Garde-Panzerkorps, Generalleutnant Pawel Pawlowitsch Poljuborow
- 12. Garde-Panzerbrigade, Oberst Mykola Duschak
- 13. Garde-Panzerbrigade, Oberstleutnant Semjon Konstantinowitsch Kurkotkin
- 14. Garde-Panzerbrigade, Oberst Alexander J. Skidanow
- 3. Garde-motorisierte Schützen-Brigade

4. Garde-Panzerarmee (Generaloberst Dmitri Danilowitsch Leljuschenko)
5. Garde-mechanisiertes Korps, Generalmajor Iwan Prochorowitsch Jermakow
- 10. Garde-mech. Brigade, Oberst Wassili Nikitowitsch Buslaew
- 11. Garde-mech. Brigade
- 12. Garde-mech. Brigade
- 24. Garde-Panzerbrigade

6. Garde-mechanisiertesKorps Oberst Wassili Ignatjewitsch Koretzki
- 16. mech. Brigade, Oberst Gregori M. Tscherbak
- 17. mech. Brigade, Oberst Nikolai Jakowlewitsch Seliwantschik
- 35. mech. Brigade, Oberst Pjotr Nikitowitsch Turkin
- 49. mech. Brigade
- 28. Garde-motorisierte Schützen-Brigade

10. Garde-Panzerkorps, Generalleutnant Jewtichi Jemeljanowitsch Below
- 61. Garde-Panzerbrigade, Oberstleutnant Wassili Saizew
- 62. Garde-Panzerbrigade, Oberst Iwan Iwanowitsch Proschin
- 63. Garde-Panzerbrigade, Oberst Michail G. Fomitschew
- 29. Garde-motorisierte Schützen-Brigade, Oberst Andrei Illarionowitsch Jefimow
- 70. Garde Sturmartillerie-Brigade, Oberstleutnant Nikolai Fjodorowitsch Kornjuschkin
- 13. unabhängige Garde Panzerregiment
- 119. Garde Panzerregiment

1. Garde-Kavalleriekorps, Generalleutnant Viktor Kirillowitsch Baranow
- 1. Garde-Kavalleriedivision, Oberst Filipp Akimowitsch Blinow
- 2. Garde-Kavallerie-Division, Generalmajor Hadji Umar Mamsurow
- 7. Garde-Kavallerie-Division, Oberst I. S. Borschew
- 152. Panzerbrigade
- 98. unabhängiges Panzer-Regiment

28. Armee (Generalleutnant Alexander Alexejewitsch Lutschinski)
20. Schützenkorps, Generalmajor Nikolai Alexandrowitsch Schwarjew
- 48. Garde-Schützendivision, Generalmajor Gleb Nikolajewitsch Korchik
- 55. Garde-Schützendivision, Generalmajor Adam Petrowitsch Turchinski
- 20. Schützendivision, Generalmajor Andrei Alexandrowitsch Myschkin

3. Garde-Schützenkorps, Generalmajor Pjotr Alexejewitsch Alexsandrow
- 50. Garde-Schützendivision, Generalmajor Antoni Stanislawowitsch Wladjatschankin

- 54. Garde-Schützendivision, Generalmajor Michail Matwejewitsch Danilow
- 96. Garde-Schützendivision, Generalmajor Sergei Nikolajewitsch Kuschentzow

128. Schützenkorps, Generalmajor Pawel F. Batizki
- 61. Schützendivision, Oberst Andrei G. Schazki
- 130. Schützendivision, Oberst Konstantin Stepanowitsch Popow
- 152. Schützendivision, Oberst Grigori Leontjewitsch Rjabalka

2. Luftarmee (Generaloberst Stepan Akimowitsch Krassowski)
- 1. Garde-Jagdflieger-Korps
- 2. Garde-Jagdflieger-Korps
- 3. Jagdflieger-Korps
- 4. und 6. Garde-Luftbomberkorps
- 5. und 6. Jagdfliegerkorps
- 208. Nacht-Bomberdivision
- 98. und 193. Garde Luftabwehr-Regiment

## Verlauf

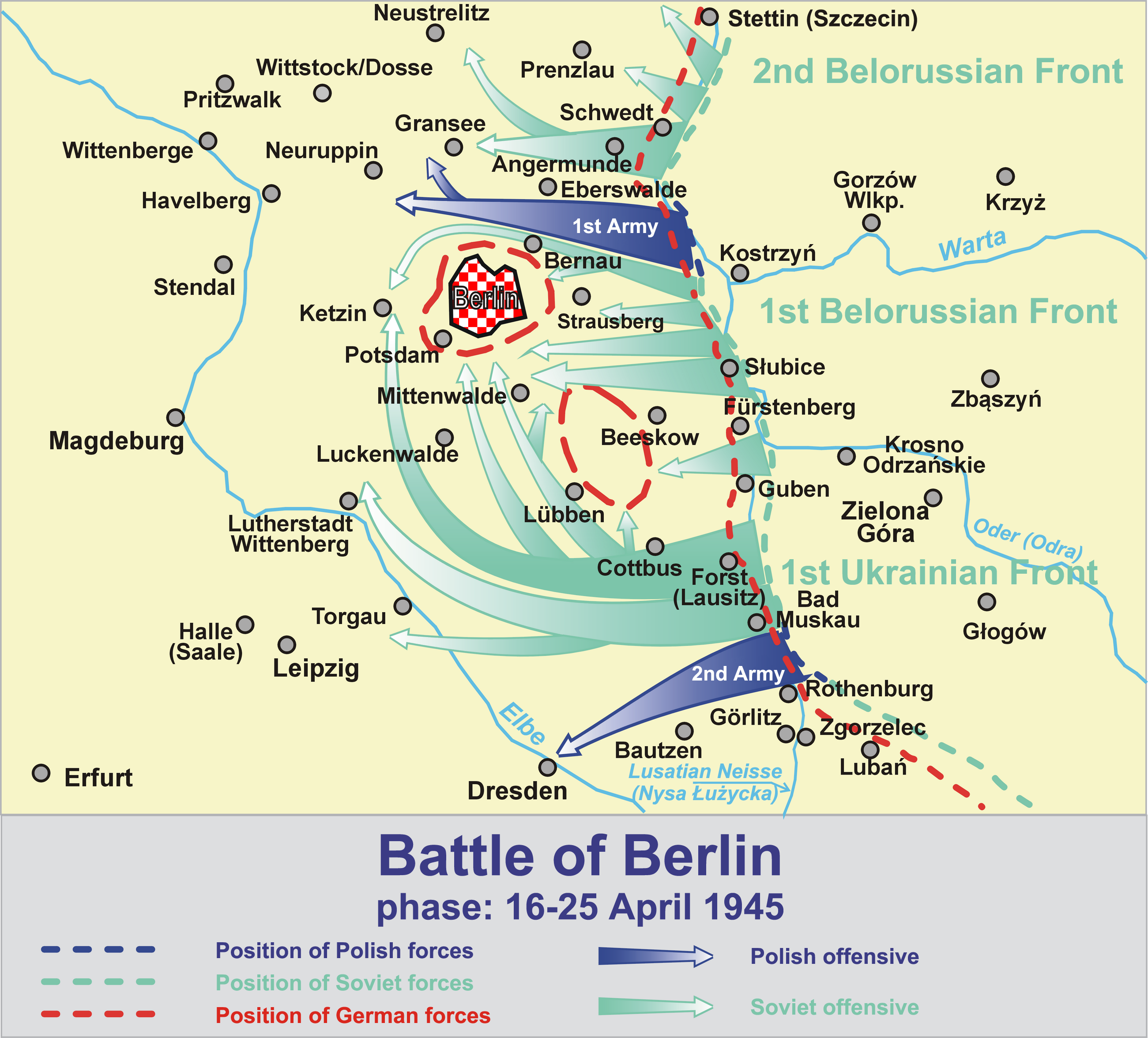
Übersicht der Gesamtlage (16. – 25. April 1945)

Am Abend des 15. April überquerten sowjetische Verbände mit beginnender Dunkelheit das Westufer der Neiße, um in der Angriffszone aufzuklären. Der bevorstehende Angriff der 1. Ukrainischen Front konnte vor der deutschen Aufklärung nicht vollständig geheim gehalten werden, obwohl die dortigen Waldgebiete die starke Massierung der sowjetischen Truppen verschleierten. Die ersten Versuche, in die Verteidigung des Gegners einzudringen, stießen auf zähen deutschen Widerstand. Während der Nachtkämpfe wurde festgestellt, dass die deutschen Truppen die vorderen Schützengräben verließen und sich bereits auf die zweite Verteidigungslinie zurückzogen. Zwischen Guben und Görlitz an der Neiße verteidigte die deutsche 4. Panzerarmee unter General Gräser. Am linken Flügel stand das V. Armeekorps (mit der 342., 214. und 275. Infanterie-Division und Kampfgruppen der 35. und 36. SS-Division) und das Panzerkorps „Großdeutschland“ (Division „Brandenburg“, und Divisionsgruppe 615 sowie die 545. Volks-Grenadierdivision).

### Nordflügel der Heeresgruppe Mitte
4. Panzerarmee, General der Panzertruppe Fritz-Hubert Gräser
V. Armeekorps, Generalleutnant Kurt Waeger
- Kampfgruppe 35. SS-Polizei-Grenadier-Division, SS-Standartenführer Rüdiger Pipkorn
- 275. Infanterie-Division, Generalleutnant Hans Schmidt
- Kampfgruppe 36. Waffen-Grenadier-Division der SS, SS-Oberführer Oskar Dirlewanger
- 214. Infanterie-Division, Generalleutnant Harald Kirchbach
- 342. Infanterie-Division, Generalleutnant Heinrich Nickel

Panzerkorps „Großdeutschland“, General Georg Jauer
- 545. Volks-Grenadierdivision, Generalmajor Hans-Ernst Kohlsdorfer
- Führer-Begleit-Division, Oberst Otto Remer
- Panzer-Grenadier-Division Brandenburg, Generalmajor Hermann Schulte-Heuthaus
- Divisionsstab z.b.V. 615, Generalmajor Gerd-Paul von Below
- Fallschirm-Panzer-Division 1 Hermann Göring, Generalmajor Max Lemke

Reserve:
- 344. Infanterie-Division, Generalleutnant Erwin Jollasse
- 21. Panzerdivision, Generalleutnant Werner Marcks
- 10. SS-Panzerdivision, SS-Brigadeführer Heinz Harmel

Korpsgruppe Moser, General der Artillerie Wilhelm Moser
- Division Nr. 193, Generalmajor Eckhard von Geyso
- Division Nr. 404, Generalmajor Gerhard Sturt
- Division Nr. 463, Generalleutnant Rudolf Habe

LVII. Panzerkorps, General der Panzertruppen Friedrich Kirchner
- 72. Infanterie-Division, Generalleutnant Hugo Beißwänger
- 20. Panzerdivision, Oberst Hermann von Oppeln-Bronikowski
- 19. Panzerdivision, Generalmajor Hans-Joachim Deckert

### Der Angriff am 16. April
Das Artilleriebombardement der 1. Ukrainischen Front setzte am 16. April um 6:15 Uhr zwischen Forst und Muskau ein und wurde von der 2. Luftarmee unter Generaloberst Stepan Akimowitsch Krassowski unterstützt. Nach einem kurzen Feuerschlag auf den ersten deutschen Graben wurde die gesamte Feuerkraft der Artillerie gegen den zweiten Graben der deutschen 342. Infanterie- und 545. Volksgrenadier-Division konzentriert. Um 6:55 Uhr wurde das Artilleriefeuer in der Tiefe vorverlegt, eine Nebelwand schützte die Truppen beim Flussübergang, während gleichzeitig ein Hagel von Granaten und Bomben die noch intakten deutschen Verteidigungspunkte niederhielt. Unter ihrer Deckung begannen die verstärkten Bataillone der ersten Echelons über die Neiße zu gehen. Den rechten Flügel der 1. Ukrainischen Front bei Forst bildete die 3. Gardearmee, in der ersten Staffel waren 5 und in der zweiten Staffel 3 Schützendivisionen eingesetzt, als Reserve fungierte die 389. Schützendivision. Die Infanterie wurde auf Booten über den Fluss gebracht, um 6:55 Uhr, als die Artillerie das Feuer in die Tiefe trug, wurde eine Nebelwand gezogen, unter deren Deckung die verstärkten Bataillone der ersten Staffel die Neiße überbrückten. Die Übersetzung der ersten Staffel der Hauptstreitkräfte war in einer Stunde abgeschlossen, noch bevor die Artillerievorbereitung beendet war. Nachdem sie die Brückenköpfe am Westufer erobert hatten, begannen die Pioniere, Brücken zu bauen. Nach 90 Minuten war man in der Lage, 30 Tonnen und nach 4 bis 5 Stunden Lasten bis zu 60 Tonnen überzusetzen.
Die sowjetische 13. Armee wurde am 16. April in der Mitte der Hauptstoß-Gruppe der 1. Ukrainischen Front eingesetzt. Am rechten Flügel der Armee war das 102. Schützenkorps eingesetzt, das mit drei Divisionen in der ersten Staffel operierte und vom 7. Garde-Panzerkorps der 3. Garde-Panzerarmee unterstützt wurde. Die Überquerung der Neiße, die am Morgen mit dem Übergang an den Pontonbrücken begann, dauerte den ganzen Tag an. Auf der linken Flanke der 13. Armee operierte das 27. Schützenkorps. Das 24. Schützen-Korps, das im zweiten Staffel der 13. Armee lag, beendete die Überquerung erst am Ende des Tages und konzentrierte seine Truppen am Westufer. Das 7. Garde-Panzerkorps überbrückte die Neiße sogar schneller als der rechts angesetzte Nachbar – das 6. Garde-Panzerkorps. Die 54. Garde-Panzerbrigade überquerte den Fluss um 19:00 Uhr, die 56. Garde-Panzerbrigade um 15:00 Uhr, und die 23. Garde-motorisierte Schützen-Brigade bis 20:00 Uhr. Bis 21:30 Uhr konnte man zusammen mit der Infanterie des 102. Schützenkorps Groß- und Klein Kölzig besetzen und den Einbruchsraum auf 13 Kilometer erweitern. Die zweite Staffel, das 9. Garde-Mechanisierte Korps überquerte noch am Abend des 16. April die Neiße und folgte auf den Spuren der 7. Garde-Panzerkorps.
Nach der Errichtung des Brückenkopfes wurde am Nachmittag zur Unterstützung das 10. Garde-Panzerkorps der 4. Garde-Panzerarmee in die Kampfzone eingeführt. Die 29. Garde-mechanische-Schützenbrigade überquerte um 16:45 Uhr die Neiße und unterstützte die Angriffe der 350. Schützendivision an der Linie Tschernitza und Dubrutz, die Verluste blieben gering. Erst um 22 Uhr konzentrierte sich die 62. Garde-Panzerbrigade (General I. I. Proschin) am Westufer. Teile des 6. Garde-mechanisiertes Korps der 4. Garde-Panzerarmee verbrachten den größten Teil des Tages mit dem Navigieren der Fähren, welche die Neiße im Raum Kebeln überquerten. Um 20 Uhr begann die 10. mechanisierte Brigade bei Kebeln den Übergang über provisorische Brücken, die morgens von Pionieren errichtet worden waren und konzentrierten sich in den Wäldern am Westufer der Neiße. Hinter dem 6. Garde-Mechanisierten Korps folgte das 5. Garde-mechanisierte Korps nach.
Die 3. Garde-Panzerarmee rückte südlich von Forst vor und kämpfte abends um Domsdorf und Groß Schacksdorf, tagsüber hatten ihre Truppen etwa 9 km zurückgelegt. Die 13. Armee rückte in der Mitte des Hauptschlages vor und operierte im Schwerpunkt der Offensive, sie besetzte Groß- und Klein Kölzig und war bis zum Abend 13 km tief vorgerückt. Die Überquerung der Neiße erfolgte in der gleichen Weise auf der rechten Flanke der Hauptstoß-Gruppe, wo die 5. Gardearmee das 32. Garde-Schützenkorps (Generalleutnant Alexander Rodimzew) über den Fluss setzte. In der ersten Staffel kamen die 95. und die 13. Garde-Schützendivision zum Einsatz, in der zweiten Staffel folgte die 97. Garde-Schützendivision. Die Schützendivisionen wurden bald vom 4. Garde-Panzerkorps unterstützt, trotzdem konnte man nur 8 Kilometer tief vorrücken. Bei der 5. Gardearmee hatte die am linken Flügel eingesetzte 14. Garde-Schützendivision die Aufgabe, den deutschen Brückenkopf am Ostufer bei Muskau zu beseitigen, bevor am Nachmittag die zweite Staffel das 33. Garde-Schützenkorps eingeführt werden sollte. Während das 32. Garde-Schützenkorps den Neiße-Übergang vollzog, griff das benachbarte 34. Garde-Schützenkorps (Generalmajor G. W. Baklanow) die deutschen Stellungen am Brückenkopf von Muskau an. Am schnellsten kam die 15. Garde-Schützendivision über den Fluss: ab 8:30 Uhr begann das 50. Garde-Schützen-Regiment den Übergang und um 20:00 Uhr war diese in einem Brückenkopf auf einer Breite von 7 km und einer Tiefe von 5–6 km am westlichen Ufer festgesetzt. Der Befehlshaber der 4. Garde-Panzerarmee erkannte, dass jeder Zeitverlust es dem Gegner ermöglichte, neue Verteidigungslinien vorzubereiten, und beschloss daher, die Offensive auch nachts fortzusetzen. Er setzte das 10. Garde-Panzerkorps ein, um Brückenköpfe am Westufer der Spree nördlich und das 6. Garde-mechanische Korps südlich von Spremberg zu bilden.
Die meisten mobilen Reserven der deutschen 4. Panzerarmee befanden sich im Raum nördlich von Görlitz, weit südlich des Hauptangriffs der 1. Ukrainischen Front. Im Bereich Spremberg konnten als Reserven nur die 21. Panzerdivision und die Führer-Begleit-Division eingesetzt werden. Die 21. Panzerdivision deckte die Verbindung Breslau–Berlin und die Führer-Begleit-Division die Autobahn nach Spremberg. Die einzige Einheit, die die Deutschen aus dem Raum Görlitz nach Spremberg und Cottbus heranholen konnten, war die 10. SS-Panzer-Division „Frundsberg“, deren Anmarsch mit Brennstoffknappheit verbunden war. Die rückwärtigen Teile der Division mussten nach Abgabe ihres gesamten Treibstoffs im Raum Bautzen verbleiben. Mit den wenigen Brennstoffresten zog die SS-Division weiter nach Norden, um die Verteidigungsanlagen zwischen Cottbus und Spremberg zu besetzen.

### Schlacht um Forst
Die am nördlichen Flügel eingesetzte 3. Gardearmee war seit 16. April auf die Stadt Forst angesetzt, die Verteidigungslinie an der Neiße war dort von den Deutschen besonders stark befestigt worden. Im Hauptangriffsfeld bei Forst verteidigten die deutsche 214. und 342. Infanterie-Division, südlich davon die 545. Volks-Grenadier-Division und als Reserve Teile der Fallschirm-Panzerdivision „Hermann Göring 1“. In Forst war das Grenadier-Regiment 554 der 342. Infanterie-Division eingesetzt. Nachdem die Neiße in den südöstlichen Vororten von Forst überwunden war, blieb die sowjetische 149. Schützendivision dort gebunden. Die 127. Schützendivision stürmte die Befestigungen bei Keune. Die 329. und 253. Schützendivision brachen nach der Überquerung der Neiße den Widerstand des deutschen Grenadier-Regiment 697 und erreichten den Wald zu Groß- und Klein Bademeusel. Bis 10:30 Uhr wurde die deutsche Verteidigung in einer Tiefe von 3 Kilometern durchbrochen, das sowjetische 25. Panzerkorps unter Generalmajor J. I. Fominych wurde in die Schlacht eingeführt. Die deutsche Position in Forst wurde von der 149. Schützendivision, die bereits um 18:00 Uhr um die Stadtmitte kämpfte, aus der Südostflanke angegriffen. Das 76. Schützenkorps stand nördlich von Forst, eine weitere Schützendivision stürmte den östlichen Teil von Forst und eine dritte Schützendivision war im Begriff, die Neiße am Flussbogen nordöstlich von Forst zu überwinden. Die 329. und 253. Schützendivision überwanden das Gehölz von Bademeusel und rückten nach Groß Schacksdorf vor. Die 127. Schützendivision rückte zusammen mit der 175. Panzer-Brigade (Oberstleutnant Nikolai I. Batalow) des 25. Panzerkorps auf den Noßdorfer Forst vor, der von Südwesten her umgangen wurde. Die Schützendivisionen 197., 58. und 389. blieben noch als Reserve in der zweiten Staffel. Die 3. Gardearmee blieb zu Beginn hinter dem Zeitplan zurück, obwohl ihr Angriff nach der Überquerung des Flusses gute Ergebnisse brachte. Der Vormarsch erreichte am ersten Angriffstag auf eine Frontbreite von 10 km, eine Tiefe von 4–6 km. In der Nacht zum 17. April starteten die Deutschen einen Gegenangriff gegen den südlichen Stadtrand von Forst, der jedoch von den sowjetischen Truppen zurückgeschlagen wurde. Am Nachmittag wurde die Einkreisung fortgesetzt, durch Einheiten der zweiten Staffel bildete die 3. Gardearmee neue Schwerpunkte: Das 120. Schützenkorps rückte weiter nach Westen vor, während das 76. Schützenkorps die Einschließung von Forst übernahm.
Am 18. April beschloss das sowjetische Oberkommando, Forst nicht in den Status einer Festung zu zwingen, weil ein Schützenkorps zur Belagerung notwendig gewesen wäre, sondern ließ der deutschen Garnison für den Abzug den Weg nach Norden offen. Für Konew musste der Spree-Abschnitt vollständig unter Kontrolle stehen, bevor man weiter nach Berlin operieren konnte.

### Kämpfe am 17. und 18. April
Am Morgen des 17. April gelang es den Panzern der 4. Garde-Panzerarmee, die Infanterie zu überholen und voranzukommen. Die vom Kommandeur festgelegte Aufgabe, die Brückenköpfe nördlich und südlich von Spremberg zu erobern, wurde jedoch nicht von Truppen gelöst. Während des nächtlichen Vormarsches hatte die 3. Garde-Panzerarmee Simmersdorf eingenommen und führte danach nächtliche Kämpfe an der Linie Roggosen und Neuhausen, die um 8 Uhr morgens von den sowjetischen Truppen besetzt wurde. Doch schon um 10:00 Uhr folgte ein deutscher Gegenangriff durch Teile der 21. Panzerdivision, die von Norden und Süden her vorrückten und die vorrückenden sowjetischen Einheiten zu umkreisen suchten. Alle deutschen Angriffe wurden abgewehrt, aber die Kämpfe bremsten die Vorwärtsbewegung nach Westen.
Am Abend des 17. April gab es ein Gespräch zwischen Konew und Stalin, in dessen Verlauf die Erlaubnis erteilt wurde, die Panzerarmeen der 1. Ukrainischen Front nach Berlin zu führen. Mit der Erlaubnis der Stawka gab Konew den neuen Befehl, nach dem die 3. Panzerarmee in der Nacht vom 20. auf den 21. April in den Südwesten von Berlin einbrechen und die 4. Garde-Panzerarmee Potsdam erreichen sollte.
Am südlichen Abschnitt derweil die polnische 2. Armee nach Bautzen vorging, die Division Brandenburg aus dem Raum Weißwasser nach Kosel abgedrängt und dann von der sowjetischen 52. Armee im Raum Rothenburg eingekesselt, konnte jedoch nach Löbau ausbrechen. Am Nachmittag des 18. April passierte das 7. Garde-Panzerkorps nördlich von Spremberg die Forststraßen zur Spree und überquerten den Fluss. Am Nachmittag begab sich Konew persönlich in dieses Gebiet und entschloss sich, alle drei mobilen Korps der 3. Garde-Panzerarmee zu leiten. Ein Gegenangriff der 21. Panzerdivision wurde erfolgreich abgewehrt.
Die 4. Garde-Panzerarmee, die auf hartnäckigen Widerstand bei Spremberg traf, begann, die Stadt von Norden und Süden zu umgehen. Am Abend schaffte sie es, den Fluss Spree sowohl dort als auch auf dem nördlichen Brückenkopf zu überqueren. So gelang es am dritten Tag der Offensive zwei Panzer- und zwei Kombinationsarmeen, die gesamte Tiefe der deutschen Verteidigung auf der Neiße zu überwinden und tief in den Operationsraum einzudringen. Die Deutschen hatten keine Reserven für Gegenangriffe oder für die Wiederherstellung der Front, der Weg nach Berlin war für die sowjetischen Truppen frei. Ein Teil der sowjetischen Truppen setzte die Angriffe auf Cottbus fort, die zwei Panzerarmeen stürmten nach Berlin und die Schützenarmeen setzten ihre Offensive in westlicher Richtung fort.

### 19. bis 22. April: Schlacht um Cottbus
Am 19. April ließ Generaloberst Gordow bei Kolkwitz vier Schützendivisionen zur Einschließung von Cottbus sammeln. Der Hauptschlag sollte mit dem linken Armeeflügel geführt und die Stadt im Nordwesten umgangen werden, wodurch die deutsche Kommunikation im Westen unterbrochen würde. Über die Spree-Übergänge der benachbarten 13. Armee begannen die sowjetischen Truppen die Offensive in Nord- und Nordwestrichtung zu entwickeln. Am Abend des 20. April wurde die Bahnstrecke Cottbus–Calau unterbrochen und man näherte sich der Autobahn Berlin–Breslau, die südlich von Cottbus verlief. Am 19. April um 15 Uhr stürmte die 3. Garde-Panzerarmee mit der 53. Garde-Panzerbrigade den Straßenknotenpunkt Vetschau und überließ die Niederkämpfung der deutschen Garnison der 52. Garde-Panzer- und der 22. Garde-mechanischen Brigade. Um 19:00 Uhr konnte die 53. Garde-Panzerbrigade Groß Lübbenau und die 51. Garde-Panzerbrigade Boblitz besetzen. An der linken Flanke Rybalkos rückte das 7. Garde-Panzerkorps mit der 56. Garde-Panzerbrigade vor und besetzte um 15 Uhr Ogrosen und um 19:00 Uhr Calau. Das 9. mechanische Korps blieb bis 19. April noch in der zweiten Staffel der 3. Garde-Panzerarmee.
Beim südlichen Angriffskeil der 4. Garde-Panzerarmee, bildete das 10. Garde-Panzerkorps die Spitze. Die 63. Garde-Panzerbrigade unter General M. G. Fomitschew überquerte am 19. April zusammen mit der 61. Garde-Panzerbrigaden die Spree und besetzte um 10:00 Uhr Drebkau. Erst vor Calau trafen die Brigaden wieder auf deutschen Widerstand. Der Korpskommandeur General Below beschloss, Calau mit der 29. Garde-mechanischen Brigade und Calau von Süden zu umgehen. Am Ende des Tages wurde die 61. Garde-Panzerbrigade vor Luckau gestoppt, während die 63. Garde-Panzerbrigade ihre Offensive in nordwestlicher Richtung fortsetzen konnte. Um 17:00 Uhr rückte Fomitschews Panzerbrigade in Luckau ein, an einem Tag hatten seine Verbände fast 70 km zurückgelegt. Die übrigen Panzerbrigaden des 10. Garde-Panzerkorps stürmen sofort in die entstandene Lücke nordwestwärts weiter. Trotz der Notwendigkeit, einzelne Widerstandsknoten zu brechen, bewegte sich das 10. Garde-Panzerkorps fast kampflos durch ihr Einsatzgebiet, unbedeutende Garnisonen des Volkssturms ergaben sich zumeist. Auch das 5. Mechanisierte Korps unter General Jermankow wurde nun an der Vormarsch-Route des 10. Garde-Panzerkorps nachgeführt, es überquerte die Spree und war am Ende des 19. April nach Luckau aufgebrochen.
Die Stadt Cottbus, die drei Monate zuvor bei einem amerikanischen Luftangriff am 15. Februar 1945 stark zerstört worden war, wurde von Einheiten der 36. SS-Division, der 342., 214. und 275. Infanteriedivision, der 21. Panzerdivision und dem Aufklärungsbataillon der 10. SS-Panzer-Division verteidigt. Die 3. Garde-Armee, die Cottbus angegriffen hatte, band seit vier Tagen die deutschen Reserven. Da die Autobahn nach Berlin durch Cottbus führte, ohne deren Beherrschung es unmöglich war, die vorrückenden Truppen zeitgerecht zu versorgen, fuhr Marschall Konew am 20. April persönlich zu Generaloberst Gordow um die Erstürmung der Stadt zu beschleunigen. Nach seinem Ermessen wurde der 3. Garde-Armee die 25. Artillerie-Division für weitere sechs Stunden zur Verfügung gestellt, die bereits nach Berlin verlegen sollte. Mit ihrer Unterstützung überwand das 120. Schützenkorps die Stadtbefestigung und drang in den östlichen Teil der Stadt ein. Am Abend des 21. April war die deutsche Cottbuser Gruppe von Osten, Süden und Westen umkreist, nur ein sumpfiger Weg nach Norden wurde nicht blockiert. In der Nacht brach das 21. Schützenkorps in die Stadt ein und am 22. April um 13:00 Uhr war die restliche Stadt vollständig eingenommen. Im Angriff standen dabei die 127. Schützen-Division, die 162. Panzerbrigade des 25. Panzerkorps sowie die 58., 253. und 389. Schützen-Division des 21. Schützenkorps (Generalmajor Alexei A. Jamanow). Das abseits liegende Guben erlitt durch Kampfhandlungen schwere Zerstörungen und fiel erst am 24. April. Fast 90 Prozent des historischen Stadtzentrums mit dem Renaissance-Rathaus und der spätgotischen Stadt- und Hauptkirche wurden zerstört.

### 19. bis 25. April Spremberg–Torgauer Operation
Das Oberkommando der Heeresgruppe Mitte zog am 17. April ihre Reserven in die Offensivzone der 1. Ukrainischen Front. Der Kommandeur der 10. SS-Panzer-Division „Frundsberg“, General Heinz Harmel, der am folgenden Tag in Roitz westlich von Spremberg sein Hauptquartier einrichtete, erhielt vom Oberbefehlshaber der 4. Panzerarmee den Befehl, die Frontlücke zwischen Cottbus und Spremberg zu schließen. Während des Vormarsches der 3. und 4. Garde-Panzerarmee über die Spree wurden nördlich und südlich von Spremberg sowjetische Brückenköpfe errichtet. Die nach Westen vorrückende sowjetische 5. Garde- und die 13. Armee standen am 19. April im Raum Spremberg drei deutschen Divisionen gegenüber, deren Abwehrstellungen bereits an beiden Flanken umgangen wurden. Nach den sowjetischen Panzerarmeen nutzte die nachstoßende 13. Armee am 19. April die Situation für ein rasches Nachdringen. Die 172. Schützendivision des 102. Schützenkorps legte an einem Tag 22 Kilometer zurück, die 6. Garde-Schützen-Division des 27. Schützenkorps kam auf 20 Kilometer. Die 13. Armee befand sich zwischen den deutschen Gruppierungen, die in Cottbus und Spremberg aushielten, daher musste der sowjetische Armeeführer Generaloberst Puchow vier Armeedivisionen einsetzen, um seine Flanken zu decken. Die 350. Schützendivision des 27. Schützenkorps wandte sich nach Überwindung der Spree nach Südwesten, um die deutsche Spremberg-Gruppe anzugreifen. Die 280. Schützendivision desselben Korps wandte sich nach Süden und bildete die linke Flanke der 13. Armee, die 117. Garde-Schützendivision des 102. Schützenkorps drehte nach Norden ein, während die 147. Schützendivision aus der zweiten Staffel nach Cottbus vorgeschoben wurde. Das 24. Schützenkorps der 13. Armee blieb noch am Ostufer der Spree, um die deutsche Spremberg-Gruppe weiterhin frontal zu fesseln.
Das 6. Garde-Panzerkorps, welches jetzt von der 4. Panzerarmee selbständig disloziert operierte, umging zusammen mit der 5. Gardearmee Spremberg von Süden her und unterbrach am Abend des 19. April die meisten Straßen, auf denen sich die abgeschnittene Spremberg-Gruppe zurückziehen hätte können. Die deutschen Divisionen, die sich nach Spremberg an das Ostufer der Spree zurückgezogen hatten, drohte jetzt im Rücken die baldige Liquidation. Vor 22:00 Uhr war mit einer Ablösung durch die Infanterie der 5. Garde-Armee nicht zu rechnen, weil sie bis dahin noch 3–6 km entfernt operierte. Um zu vermeiden, Spremberg als „Festung“ einzusetzen, wurde beschlossen, die Stadt sofort zu stürmen. Spremberg war von drei Seiten von der sowjetischen Artillerie-Gruppe umzingelt (3. und 17. Artillerie-Division des 7. Artillerie-Durchbruchskorps, und 4. Artillerie-Division des 10. Artillerie-Durchbruchskorps), während der Garnison ein Korridor zum Rückzug nach Westen belassen wurde. Am 20. April um 10:30 Uhr morgens begann der Angriff auf Spremberg mit einer mächtigen Artillerie-Vorbereitung. Um 11:00 Uhr ging das 33. Garde-Schützenkorps zum Sturm über. Bis zum Abend wurde die Stadt gestürmt, worauf sich die Hauptkräfte der 5. Gardearmee auf die Verfolgung und den Vorstoß nach Westen konzentrieren konnte. In der Zwischenzeit rückten die Truppen der 13. Armee am 20. April in rasantem Tempo auf dem von den Panzerarmeen festgelegten Korridor 30 km nach und erreichten ohne auf starken feindlichen Widerstand zu stoßen bis zum Abend des Tages die Straßenkreuzung Brenitz – Luckau.
Am 21. April schlossen sich Teile des freigewordenen 33. Garde-Schützenkorps der 5. Garde-Armee und Teile des 24. Schützenkorps der 13. Armee im Raum Neu-Welzow an und schlossen die Reste von drei deutschen Divisionen bei Kausche ein. Die deutschen Einheiten, die keine Zeit mehr gehabt hatten, nach Westen auszubrechen, wurden zerstreut und auch die deutsche Spremberg-Gruppe wurde zerschlagen. Die Reste der deutschen Divisionen (344. Infanterie-, Führer-Begleit- sowie 10. SS-Division) beschlossen, durch die Wälder nach Nordwesten auszubrechen, um sich zur neu aufgestellten 12. Armee des Generals Walther Wenck durchzuschlagen. Die Operation begann am Morgen des 21. April, gegen Mittag wurde der Ort Kausche bereits von sowjetischen Truppen besetzt. Da Kausche direkt in der Ausbruchsrichtung der deutschen Verbände lag, musste das Dorf genommen werden. Gegen Abend des 21. April wurde Kausche zurückerobert. Am Morgen des 22. April setzten sie den Ausbruch nach Westen fort und liefen auf Waldwegen und durch eine Wiese zwischen den beiden Dörfern Klein Görigk und Geisendorf, die bereits von sowjetischen Truppen besetzt waren. Nach dem Durchbruch verschwanden die Überreste der drei Divisionen als Ganzes und verteilten sich in kleine Gruppen, die nacheinander in sowjetische Gefangenschaft fielen.
Der erste Kontakt amerikanischer mit den sowjetischen Truppen wurde am 25. April an der Elbe bei Strehla erreicht, bei Torgau trafen dann Soldaten der 1. US-Armee (69. US-Division) auf Einheiten (58. Garde-Schützen-Division) der sowjetischen 5. Gardearmee und drängten damit die Front der deutschen Heeresgruppe Mitte nach Süden ab. Ende April 1945 wurde auch bei Dessau die Verbindung mit der Roten Armee hergestellt.

### Teilnahme an der Berliner Operation
Am Morgen des 19. April begann die Offensive der 3. und 4. Garde-Panzerarmee in nordwestlicher Richtung auf Berlin. Der Durchbruch der sowjetischen Panzerarmeen hatte das deutsche V. Armeekorps endgültig von der 4. Panzerarmee abgeschnitten, am Abend des 19. April wurde es der 9. Armee zugeteilt, welche ebenfalls bald in den Kessel von Halbe geriet. General Theodor Busse, Oberbefehlshaber der 9. Armee, befahl dem V. Armeekorps sofort zwischen Lübben und Halbe eine Front nach Westen aufzubauen, wo bald die Schützenkorps der 3. Gardearmee anstürmten.
Am 20. April setzte Rybalkos Panzerarmee die Offensive fort, ohne auf ernsthaften Widerstand zu stoßen. Bis zum Abend des 20. April erreichte die 53. Garde-Panzerbrigade den äußeren Verteidigungsring Berlins.
Die Stawka befahl der 1. Ukrainischen Front, bis zum Morgen des 21. April in Berlin einzudringen. Konews Front erhielt als Verstärkung die 28. Armee des Generalleutnant A. A. Lutschinski und die 31. Armee des Generalleutnant P. G. Schafranow zugewiesen. Die 28. Armee war über die Neiße herangeführt worden und konzentrierte sich jetzt bereits in der zweiten Staffel. Am rechten Flügel der Front operierte mit der 8. Gardearmee nach der Schlacht um die Seelower Höhen etwa noch 10 km östlich von Berlin-Mitte. Die 3. Garde-Panzerarmee erhielt den Befehl, über die Ring-Autobahn in die Stadt einzubrechen. Die 4. Garde-Panzerarmee war im Befehl nicht eingeschlossen, da sie zu diesem Zeitpunkt schon weiter westlich operierte. In der Nacht vom 20. auf den 21. April und am Tag des 21. April musste die Armee dafür zwischen den Sümpfen östlich und westlich von Baruth und dem Wald nördlich davon, wo sich der äußere Verteidigungsring Berlins befand, einen schmalen Korridor schaffen. Die Linie Baruth–Zossen wurde erst am 21. April um 14:00 Uhr erreicht. Die Truppen der 4. Garde-Panzerarmee waren im Westen hinter dem Zeitplan zurückgeblieben, und am Abend des 20. April begann Konew einzusehen, dass sein Plan, als Erster auf Berlin-Mitte durchzubrechen, zum Scheitern verurteilt war. Um 19:40 Uhr sandte er noch den Befehl zu Leljuschenko um Truppenverstärkungen und um 23:50 Uhr forderte er Rybalko auf, den nächtlichen Angriff auf Berlin zu starten. Konews Hoffnungen auf die alleinige Eroberung der Reichshauptstadt waren jedoch nicht umsetzbar. Die 3. Garde-Panzerarmee blieb in den Wäldern und vor den Panzergräben bei Zossen stecken, die 3. Gardearmee war nicht in der Lage gewesen, Cottbus sofort einzunehmen, und konnte wegen der neuen Kesselfront im Raum Halbe nicht nach Berlin folgen. Die Ereignisse führten dazu, dass auch die 4. Garde-Panzerarmee Kräfte nach Berlin abgeben musste. Um 14:55 Uhr erteilte Leljuschenko dem Kommandeur des 10. Garde-Panzerkorps, Generalleutnant Jewtichy Jemeljanowitsch Below den Befehl nach Luckenwalde zu schwenken und die Offensive in Richtung Stahnsdorf und Zehlendorf zu tragen, um der Front am 21. April die Kontrolle über den südwestlichen Teil Berlins zu ermöglichen.
Ab 22. April wurde dadurch der Geländegewinn der 3. Garde-Panzerarmee deutlich verbessert. Das 9. mechanische Korps (General Suchow) erreichte am Ende des Tages auf breiter Front den Teltowkanal. Das 6. Garde-Panzerkorps (General Mitrofanow) eroberte Zossen, wurde aber vor der dort gesprengten Brücke wieder aufgehalten. Über eine Furt im Osten und eine intakte Eisenbahnbrücke setzten die Panzer die Offensive fort und eroberten am Abend Teltow. General Rybalko war sich der Gefahr der schutzlosen Flanke bewusst und konzentrierte die Reserven (28. Armee) südöstlich von Zossen, um einen möglichen Ausbruch von Teilen der deutschen 9. Armee aus dem Raum Königs Wusterhausen parieren zu können.
Am 23. April kam es bei der 3. Garde-Panzerarmee zu einer Kampfpause, das 6. und 7. Garde-Panzerkorps hielten an und wartete die Infanterie der 28. Armee ab, nur die 71. Garde-mechanische Brigade des 9. mechanisierten Korps, die über Lichterfelde nach Nordosten vorrückte, setzte ihre aktiven Operationen fort. Am selben Tag erreichten westlich davon die Panzer des 10. Gardekorps den Teltowkanal in der Gegend von Stahnsdorf.

### Besetzung von Potsdam
Während die 3. Garde-Panzerarmee den Angriff auf Berlin begann, kämpfte die 4. Garde-Panzerarmee südöstlich von Potsdam um die Havel-Übergänge. Der rasche deutsche Rückzug nach Berlin ermöglichte es, die deutsche 9. Armee im Kessel von Halbe bis 28. April niederzukämpfen, was den anschließenden Angriff auf Berlin erheblich erleichterte. Am 25. April überquerte das 6. Garde-mechanisierte Korps (Oberst Wassili Ignatjewitsch Koretzki) die Havel und vereinigte sich um 12 Uhr bei Ketzin mit der 328. Schützen-Division der 47. Armee. Die Einkreisung im Westen von Berlin war vollzogen. Bis zum 28. April wurde die deutsche Armeeabteilung Spree unter Generalleutnant Hellmuth Reymann durch das 10. Garde-Panzerkorps (Generalleutnant J. J. Below) zusammen mit der 47. Armee aufgerieben. Der nach Süden gerichtete Ausbruch der Division Friedrich Ludwig Jahn gelang und erreichte im Raum Ferch Anschluss an die Front der deutschen 12. Armee, welche ihrerseits die Ausbruchsgruppe der 9. Armee aus dem Kessel von Halbe erwartete.